# Napoleon Hill
Napoleon Hill (Pound, 26 de outubro de 1883 - Carolina do Sul, 8 de novembro de 1970) foi um escritor estadunidense influente na área de autoajuda. Considerado pai do "desenvolvimento pessoal" ou do gênero literário "sucesso pessoal" e pioneiro da "psicologia do êxito". Foi assessor de Woodrow Wilson e Franklin Delano Roosevelt, presidentes dos Estados Unidos. Dizia um dos seus compromissos: “o que a mente do homem pode conceber e acreditar, pode ser alcançada”.

## Biografia
Napoleon Hill nasceu em 26 de outubro de 1883 no Estado da Virgínia, Estados Unidos em uma família pobre e morreu no ano 1970. Quando tinha 10 anos de idade sua mãe morreu e, em seguida, se tornou um filho rebelde.
Dois anos depois seu pai se casou. Ao estar pela primeira vez frente a sua madrasta comentou: “Napoleão é o pior homem que você pode encontrar”. Ela colocou as mãos em seus ombros e disse: “Menino, isso não é uma falta grave. Talvez você seja a pessoa mais esperta do mundo e, simplesmente, não estão sabendo o que fazer com a sua inteligência”.
Aquelas palavras tiveram um impacto importante sobre a vida de Hill. Aos treze anos escreveu um pequeno jornal chamado “Mountain Reporter”. Ele começou a estudar Direito, mas teve que sair devido a problemas financeiros.
Em 1908, por causa de suas reportagens para o jornal, Napoleon Hill teve a oportunidade de entrevistar o industrial Andrew Carnegie, que não só era o homem mais rico do mundo na época, mas o segundo homem mais rico que a humanidade já conheceu, depois de John D. Rockefeller.[carece de fontes?]
Andrew Carnegie, na ocasião com 73 anos, viu um brilho diferente nos olhos de Napoleon Hill e decidiu revelar ao jovem repórter a sua crença de que seria possível, por meio de extenso trabalho de pesquisa, identificar em homens de triunfo características que poderiam ser desenvolvidas nas pessoas. Era a ciência pela qual tinha prosperado e se tornado um homem tão importante, uma espécie de fórmula para o sucesso. Uma seleção de virtudes, que se combinadas em uma personalidade garantiriam o completo êxito de tal indivíduo. Disse que era necessário identificar as características dos homens e mulheres de sucesso e que poderiam ser implementadas pelo homem comum, contanto que houvesse um método.
O milionário, então, propôs a Hill que iniciasse um grandioso projeto para investigar minuciosamente essas virtudes de pessoas triunfadoras e que desenvolvesse um curso que permitisse aos interessados desenvolver estas características. O Sr. Andrew deu a Hill exatos 60 segundos (sem que ele soubesse disso) para decidir se aceitaria ou não este desafio. Segundo o milionário, os homens que tomam decisões prontamente são capazes de mover-se com uma determinação de propósitos muito maior.
Disse que estava certo de que o trabalho não poderia ser cumprido em menos de duas décadas, afinal, fazer sucesso por um ano é relativamente fácil, permanecer,  que é o grande desafio. Porém, estava convicto também de que valeria a pena, pois o resultado beneficiaria milhões de pessoas no mundo inteiro.
Napoleon Hill dedicou mais de 20 anos de sua vida entrevistando e investigando grandes vencedores,  e suas carreiras, a fim de isolar e identificar as razões pelas quais tantos e tão poucos conseguem alcançar o sucesso. Entrevistou mais de 16 mil pessoas dentre elas os 500 milionários mais importantes da época e que mostraram a ele a fonte de suas riquezas.
Foi consultor de Relações Externas da Casa Branca durante o mandato do Presidente Woodrow Wilson e também o responsável por escrever e preparar os célebres discursos pronunciados pelo Presidente Franklin Delano Roosevelt durante seu mandato.
Dentre outras personalidades que fizeram parte da pesquisa de Napoleon Hill temos: Thomas Edison, Alexander Graham Bell, Henry Ford, Elmer Gates, Theodore Roosevelt, William Jennings Bryan, George Eastman, John D. Rockefeller.
O resultado de sua pesquisa foi apresentado em 1928, ano que publicou sua primeira obra “A Lei do Triunfo”. Antes de sua publicação oficial esta obra foi submetida a banqueiros, comerciantes e professores universitários, que, pelo seu espírito eminentemente prático e grau de cultura superior, pudessem analisá-lo e criticá-lo. Também apresentou para as duas universidades mais importantes dos Estados Unidos da américa para que examinassem atentamente a obra para corrigir ou eliminar as declarações que parecessem sem base do ponto de vista econômico. Nem uma única modificação foi proposta.
Este livro foi o  primeiro tratado mundial sobre formação de líderes e até hoje se apresenta como um dos livros mais estudados do mundo. Hill concluiu que uma das principais características que estes homens tinham em comum e que elevava as suas lideranças era a aplicação do Master Mind. Ele apresentou formalmente, nesta obra, o conceito sobre o que é Master Mind e como aplicá-lo.
Napoleon Hill além de pioneiro no estudo do comportamento humano para o sucesso, ainda é provavelmente o pensador que mais inspira outros autores nessa área do conhecimento.
Atualmente a The Napoleon Hill Foundation (EUA) protege a memória de Napoleon Hill e divulga suas ideias e trabalhos em todo o mundo.

## Conceito deMaster Mind
A origem do  conceito de "Master Mind" (mente mestra) remonta à fundação dos EUA, quando 56 homens resolveram fundar uma nação em torno de um objetivo principal bem definido. Estes 56 homens, liderados por George Washington e seus fieis escudeiros (Thomas Jefferson, Benjamin Franklin) tinham o objetivo de formar uma nação em cima de dois pilares muito fortes: a liberdade e a oportunidade.
Na Europa do século XVII, existia um fenômeno chamado sangue azul ou nobreza de origem, as pessoas só conseguiam triunfar se tivessem títulos, se tivessem nobreza ou o famoso sangue azul. Estes homens que vieram para a América do norte quiseram quebrar isto, quiseram criar um território onde as pessoas pudessem crescer, progredir, independentemente da sua origem, da sua crença ou da sua raça. Por isso a Liberdade e a Oportunidade. Agora se a pessoa quisesse vencer ela precisaria vencer dois grandes inimigos: primeiro vencer a si mesmo e depois vencer as dificuldades interpostas no seu caminho.
E o Napoleon Hill percebeu que os homens triunfadores conseguiam agregar pessoas com Mente em Harmonia.
É como se 1+1 passasse a ser mais que 2 quando as mentes estão em harmonia em prol de um objetivo.
Saber construir o Master Mind, ou saber construir a Mente Mestra, foi a lei do êxito número 1 identificada por Hill.
Depois outros pensadores como Peter Drucker que transmitiu a ideia que as empresas que conseguirem ter Mente em Harmonia em torno de um objetivo principal bem definido, criam o espírito de corpo, ou seja, a empresa passa a ter uma mente superior que une e orienta para o resultado. O fato mais curioso é que, muito embora Napoleon Hill pregasse a ideologia do poder supremo da mente, a qual influencia diretamente na riqueza para a obtenção da fortuna por meio da imaginação sinética (metodologia de solução de problemas que estimula processos de pensamento dos quais o sujeito pode desconhecer), cumulada com a imaginação criativa, pondo planos imediatamente em prática, veio a falecer sem uma grande fortuna. Teve uma história de sucesso, teve um bom salário e era um ótimo escritor, mas não conseguiu demonstrar na sua vida pessoal o que ele empregava em sua maior obra- Pense e enriqueça. Por motivos iguais a esse e por não se tratar de uma ciência, sua obra é considerada um livro de auto ajuda e não científico, muito embora o poder da mente seja muito forte, o que apregoava o autor se trata de ficção, muito criticada não por apenas céticos mas estudiosos em todos os países em que seu livro foi propagado.

## The Napoleon Hill Foundation no Brasil
No Brasil, Portugal e em todos os países de língua portuguesa o MASTER MIND é a representante exclusiva da The Napoleon Hill Foundation (EUA).
O Presidente do Master Mind e representante da The Napoleon Hill Foundation no Brasil é o Empresário e escritor Jamil Albuquerque, residente em Ribeirão Preto - SP.

## Comentários de grandes personalidades americanas
"Napoleon Hill produziu o trabalho que considero a primeira filosofia prática do triunfo do mundo. Sua característica principal é a simplicidade". (David Starr Jordan - Presidente da Stanford University).
"Tive agora a oportunidade de terminar a leitura da sua "Leis do Triunfo" e desejo expressar-lhe o meu apreço pelo esplêndido trabalho realizado. Seria de grande utilidade que todos os políticos desta grande nação estudassem e aplicassem os 15 princípios sobre os quais se baseia a filosofia da sua obra. É de imenso valor e deveria ser assimilada por todos os líderes, em cada setor das país". (Willian Howard Taft - 27º Presidente dos Estados Unidos).
"É de lastimar que todas as moças e rapazes que entram para as escolas superiores não estejam exercitados, de maneira eficiente, nas leis que constituem seu "Curso das Leis do Triunfo", e que uma grande universidade como esta a que tenho a honra de pertencer, bem como todas as outras, não incluam esse curso como parte do seu curriculo". (Abbott Lawrence Lowell - Presidente da Universidade de Harvard 1909 a 1933)
"Aplicando os 15 princípios das Leis do Triunfo construimos uma grande cadeia de importantes lojas. Acho que não é exagero dizer que o Woolworth Building pode ser considerado como um monumento à retidão desses princípios" (Fred Moore Woolworth - fundador das Lojas Americanas).
"Todo o sucesso que tenho alcançado devo-o inteiramente à aplicação dos princípios da sua Leis do Triunfo. Julgo ter a honra de ser um dos primeiros estudantes que seguem sua filosofia". Willian Wrigley Jr - Milionário da Industria de Goma de Mascar e Proprietário da Ilha de Catalina).
"Há nessa filosofia duas características que me impressionaram vivamente: Uma é a simplicidade com que a mesma foi apresentada, e a outra é o fato de que a sua verdade é t!ão evidente, a ponto de torná-la imediatamente aceita por todos. É impossível alguem seguir a filosofia de Napoleon Hill e não ficar melhor preparado para triunfar em qualquer área que escolher". (Juiz Elbert Henry Gary - Magistradoe sócio de Andrew Carnegie).
"Se a teoria da Mente Mestra tornar-se uma realidade aplicável e se for possível estabelecer métodos adequados para seu desenvolvimento, imagine a importância que isso terá para o esforço de reunir, classificar e organizar conhecimentos". Thomas Paine - Político Britânico e Inventor).
"Endosso os princípios do livro A Lei do Triunfo de Napoleon Hill, e os recomendo a todas as pessoas que procuram um caminho prático para o sucesso". John D. Rockfeller).
"Quero agradecer-lhe a gentileza que teve comigo mandando-me os originais manuscritos da obra "A Lei do Triunfo". Sua filosofia é verdadeira e o senho merece todos os elogios pela persistência com que trabalhou todos esses anos. Seus alunos serão amplamente beneficiados por esse seu trabalho". Thomaz alva Edison - Inventor, Cientista e Empresário).
"É uma pena que cada nova geração deva encontrar o caminho para o sucesso por tentativa e erro, quando os princípios do êxito são tão claros". Andrew Carnegie - Industrial Bilionário do Aço e patrocinador da pesquisa de Napoleon Hill).
"Tal como milhões de pessoas, sou um grande admirador de Napoleon Hill. Dedique algum tempo a estudas as páginas de Napoleon Hill e você vai entender porque ele é e se mantem como um dos mais conceituados estudiosos da filosofia dos negócios. (Ken Blanchard - autor do livro Gerente Minuto)
Os comentários e depoimentos acima foram extraídos das obras oficiais de Napoleon Hill e de obras de vários outros autores comentando sobre Napoleon Hill.

## Obra
1. (1919) - As Regras de Ouro de Napoleon Hill
2. (1928) - A Lei Do Triunfo (The Law Of Success)
3. (1930) - Os degraus da fortuna
4. (1937) - Quem Pensa Enriquece (Pense e Enriqueça);
5. (1939) - Quem Vende Enriquece
6. (1941) - Como vender seu caminho pela vida
7. (1945) - A Chave Mestra das Riquezas
8. (1948) - Mais Esperto Que O Diabo
9. (1953) - Um Ano para Enriquecer
10. (1954) - Sucesso Ilimitado
11. (1959) - Chaves para o Sucesso
12. (1961) - A Ciência do Sucesso
13. (1963) - Como aumentar o seu próprio salário
14. (1964) - Atitude Mental Positiva
15. (1967) - Paz de Espírito, Riqueza e Felicidade
16. (1970) - Sucesso e Riqueza pela persuasão

## Publicações póstumas
1. (1971) -  Você pode realizar seus próprios milagres
2. (2014) - Só tem Sucesso Quem Quer.
3. (2011) - Mais Esperto Que o Diabo